# Волтемстоу-Сентрал (станція)
51°34′58″ пн. ш. 0°01′13″ зх. д. / 51.58286° пн. ш. 0.02025° зх. д.
Волтемстоу-Сентрал (англ. Walthamstow Central) — кінцева станція Лондонського метрополітену лінії Вікторія та станція London Overground лінії Chingford Line, розташована у районі Волтемстоу у 3-й тарифній зоні. В 2017 році пасажирообіг станції, для National Rail, склав 4.358 млн осіб, для Лондонського метро — 9.59 млн осіб

## Історія
- 26 квітня 1870: відкриття станції у складі Great Eastern Railway (GER), як Гай-стріт
- 1 вересня 1968: відкриття платформ лінії Вікторія

## Пересадки
- на автобуси London Buses маршрутів 20, 34, 48, 58, 69, 97, 212, 215, 230, 257, 275, 357, W11, W12, W15, W19, 675 та нічні маршрути N26, N38, N73[4][5].
- у кроковій досяжності знаходиться станція Волтемстоу-Квінз-роуд